# Кто нашёл, берёт себе
«Кто нашёл, берёт себе» (англ. Finders Keepers) — роман американского писателя Стивена Кинга в жанре детектива. Является продолжением романа «Мистер Мерседес» и второй частью «Трилогии Билла Ходжеса».
Был опубликован 2 июня 2015 года. В России роман был опубликован 13 ноября того же года издательством «АСТ». Роман посвящён американскому писателю Джону Д. Макдональду.
В 2019 году роман был экранизирован в третьем сезоне телесериала «Мистер Мерседес», при этом сюжет романа в 10-серийной экранизации был частично изменён.

## Сюжет
Летом 1978 года 23-летний мелкий преступник Моррис Беллами и двое его сообщников (Фредди Доу и Кёртис Роджерс) врываются в дом 80-летнего писателя-затворника Джона Ротстайна, известного своей трилогией про бегуна Джимми Голда. Грабители заставляют Ротстайна назвать им комбинацию от его сейфа, где они обнаруживают большую сумму денег наличными и около ста блокнотов-«молескинов». Ротстайн умоляет грабителей оставить деньги и забрать вместо них блокноты, в которых были все произведения Ротстайна, написанные им за 18 лет затворничества (в том числе два последних романа про Джимми Голда). Когда Моррис говорит Фредди и Кёртису забрать всё, Ротстайн начинает оскорблять его (Беллами был страстным поклонником Джимми Голда и был очень недоволен финалом его приключений) и в итоге погибает. Вскоре после этого Моррис убивает Фредди и Кёртиса в зоне отдыха на федеральной трассе и едет домой к своей матери Аните.
На следующее утро Моррис навещает своего старого друга Эндрю («Энди») Холлидея и показывает ему блокноты. На вопрос Морриса, как долго ему придётся ждать, прежде чем они смогут продать рукописи частным коллекционерам, Энди советует ему просто спрятать их в надёжном месте. Той же ночью Моррис кладёт все деньги и блокноты в сундук и закапывает его в склоне под корнями старого дерева на берегу реки недалеко от дома. После этого он идёт в бар и утром следующего дня просыпается в тюремной камере, ничего не помня о том, что произошло этой ночью. От государственного адвоката Элмера Кафферти Моррис узнаёт, что он в состоянии алкогольного опьянения напал на официантку Кору Хупер и изнасиловал её. По совету адвоката Моррис признаёт себя виновным в надежде на 25-летний тюремный срок, но в итоге в январе 1979 года получает пожизненное лишение свободы. Все его прошения по условно-досрочному освобождению всегда отклонялись из-за того, что «жертва заявляет, что продолжает страдать», и только в марте 2014 года (после обнаружения рака) Кора Хупер просит предоставить 59-летнему Моррису УДО, которое тот и получает.
В 2010 году Питер Зауберс со своей семьёй (отцом Томасом, матерью Линдой и сестрой Тиной) живёт в бывшем доме семьи Беллами. В 2008 году его отец из-за кризиса лишился работы, а в апреле 2009 года получил сильные травмы после наезда автомобиля на стоявших в очереди на «ярмарку вакансий» и теперь постоянно ссорится с матерью из-за финансовых затруднений. Во время очередной ссоры Питер уходит из дома и во время прогулки замечает закопанный под корнями дерева сундук; позже он выкапывает его и обнаруживает деньги и блокноты Ротстайна. В течение следующих трёх лет (до сентября 2013 года) он начинает анонимно и ежемесячно отправлять своим родителям конверты с $ 500, благодаря чему отец наконец находит работу в сфере недвижимости и постепенно начинает выздоравливать от полученных травм, а в семье воцаряется мир. Также Питер тайком читает рукописи Ротстайна и постепенно также становится поклонником его творчества и его персонажа Джимми Голда. Узнав об обстоятельствах гибели Ротстайна Питер решает, что спустя столько лет его убийца либо умер, либо сел в тюрьму до конца жизни.
В сентябре 2013 года «сундучные деньги» заканчиваются, и Питер решает продать несколько блокнотов для обеспечения дальнейшей учёбы Тины в частной школе. От своего учителя литературы (мистера Рикера) он узнаёт про местных книжных продавцов и в том числе про Эндрю («Энди») Холлидея, пользующегося дурной репутацией.
В мае 2014 года Питер приходит в магазин Энди под вымышленным именем и показывает ему отсканированные копии некоторых страниц блокнотов. Находящийся в долгах Энди сразу узнаёт их и велит принести блокноты, понимая, что они теперь стоят целое состояние. Во время второго визита Энди раскрывает настоящее имя Питера и шантажирует его, требуя отдать блокноты бесплатно в обмен на отсутствие звонка в полицию. Питер прячет все блокноты в подвале здания заброшенного городского центра отдыха, который его отец выставил на продажу.
В это же самое время Тина Зауберс (которая с самого начала подозревала, что деньги присылал Питер) замечает, что её брат в последнее время сильно изменился. Через свою школьную подругу Барбару Робинсон и её брата Джерома она встречается с Кермитом Уильямом («Биллом») Ходжесом и Холли Гибни, которые открыли детективное агентство «Найдём и сохраним». Тем временем Моррис находит свой опустевший сундук и подозревает, что деньги и блокноты украл Энди, так как он был единственным, кто знал о них. Он приходит в магазин Энди с топором и угрожает убить его. Перепуганный Энди рассказывает Моррису о Питере, но тот всё равно убивает его.
Ходжес задерживает Питера возле школы после уроков и расспрашивает его, но тот отказывается ему что-либо говорить. Ходжес и Холли следуют за ним, но Питеру удаётся оторваться от них, и он прибегает в магазин Энди, чтобы сказать ему, что не отдаст блокноты, но вместо этого обнаруживает там убитого Энди и Морриса, который стреляет в Питера, но ему удаётся скрыться. После этого Питер звонит Ходжесу и тот вместе с Холли и Джеромом едет к нему домой, но Моррис опережает его и похищает Тину, перед этим тяжело ранив его мать Линду (его отец Томас в это время находился в деловой поездке в другом городе).
Моррис приводит Тину в подвал городского центра отдыха (не зная, что блокноты спрятаны там) и звонит Питеру, требуя рукописи Ротстайна в обмен на жизнь  его сестры. Питер сначала приходит к себе домой, затем идёт в городской центр отдыха и, обнаружив Тину и Морриса, раскладывает все блокноты на полу подвала, выливает на них жидкость для заправки зажигалок и угрожает Моррису уронить на них зажигалку, если он не отпустит Тину. В это же самое время Ходжес, Холли и Джером добираются до дома Питера, где находят его тяжело раненую мать, которая рассказывает им, куда ушёл Питер. Ходжес и Джером направляются в центр отдыха, а Холли остаётся с Линдой. Ходжес находит Морриса на лестнице в подвал и кидает вниз ботинки, тот стреляет в его сторону, а Питер от испуга роняет зажигалку и поджигает блокноты; Моррис в отчаянии пытается спасти их и погибает в огне. Тина, Питер и Ходжес при помощи Джерома успевают покинуть горящий подвал в самый последний момент.
Роман заканчивается тем, что Ходжес снова встречается с Питером около места, где тот нашёл сундук, и Питер говорит ему, что решил написать статью для «The New Yorker», в которой он раскроет содержание двух последних утраченных романов о Джимми Голде. После этого Ходжес снова навещает в больнице Брейди Хартсфилда; во время визита он видит, что всегда стоявшая на столе в рамке фотография Брейди и его матери Деборы упала. После того, как Ходжес уходит, Брейди поворачивается и снова смотрит на фотографию; та снова падает.

## Отсылки к другим произведениям Кинга
Тема персонажа-обезумевшего поклонника известного писателя также встречается в романах «Мизери» и «История Лизи».

### Комментарии
1. ↑  Со слов Стивена Кинга, персонаж является собирательным образом — в нём автор собрал черты Джона Апдайка, Филипа Рота и Джерома Сэлинджера